# Robert B. Parker

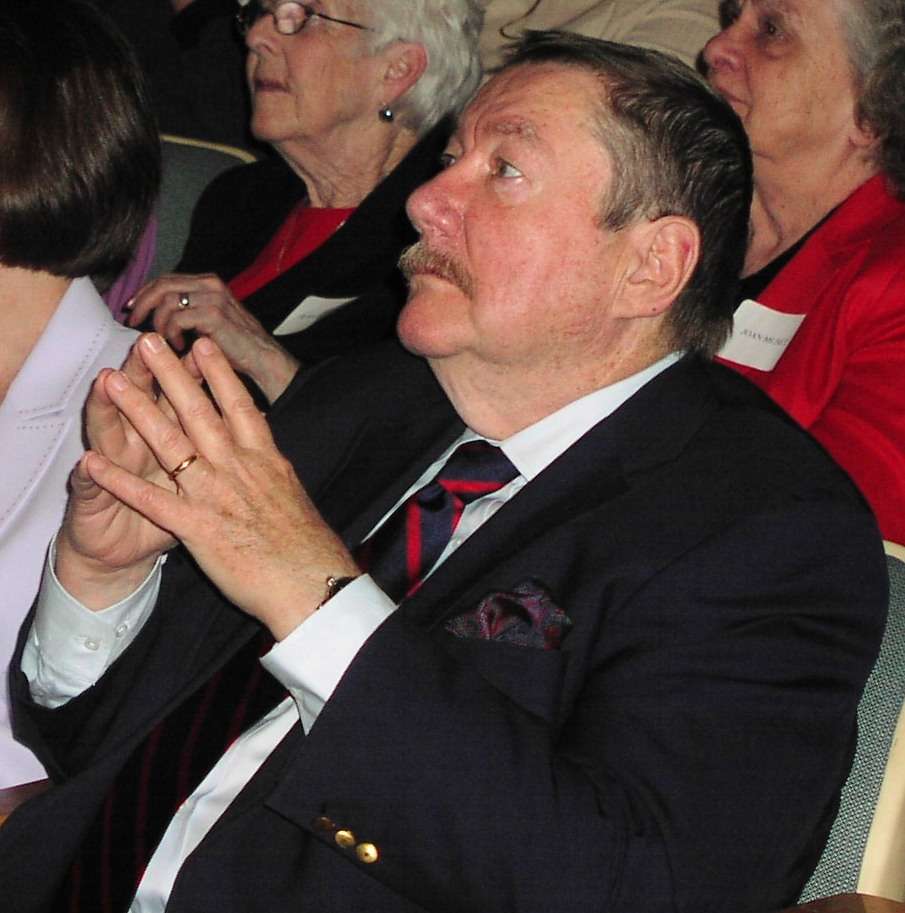
Robert B. Parker

Robert Brown Parker (* 17. September 1932 in Springfield, Massachusetts; † 18. Januar 2010 in Cambridge, Massachusetts) war ein US-amerikanischer Schriftsteller. Bekannt wurde er für seine Krimifigur Spenser, einen Bostoner Privatdetektiv in der literarischen Tradition der „Hard-boiled“-Detektive von Raymond Chandler und Dashiell Hammett.

## Biografie
Nach einem B.A.-Abschluss am Colby College in Waterville, Maine, diente Robert Brown Parker zwei Jahre im Koreakrieg, bevor er 1957 an der Northeastern University in Boston seinen M.A. in amerikanischer Literatur erwarb. Nach fünf Jahren schriftstellerischer Jobs in der Wirtschaft und in der Werbung wechselte er wieder an die Universität. 1971 promovierte er an der Universität Boston mit einer Dissertation über die „Schwarze Serie“ in der amerikanischen Kriminalliteratur (The Violent Hero, Wilderness Heritage and Urban Reality: A Study of the Private Eye in the Novels of Dashiell Hammett, Raymond Chandler, and Ross Macdonald).
Im Jahr 1973 veröffentlichte er seinen ersten eigenen Kriminalroman in der Tradition seiner literarischen Vorbilder mit dem Privatdetektiv Spenser (Spenser und das gestohlene Manuskript).
1976 wurde er ordentlicher Professor an der Bostoner Universität, gab seine Tätigkeit aber bereits drei Jahre später auf, um sich nur noch dem Schreiben zu widmen. Von 1973 bis zu seinem Tod erschien fast jährlich ein neuer Spenser-Roman. Neben den 39 Spenser-Romanen ist außerdem eine Kurzgeschichte erschienen, die eine Episode aus der Kindheit Spensers beleuchtet, aber nicht zu den eigentlichen Krimis gehört.
1997 begann er parallel zu der Spenser-Serie zwei Serien um den Polizisten Jesse Stone und um die Privatdetektivin Sunny Randall, die im jährlichen Wechsel erschienen. Parker kreierte die Figur der Sunny Randall auf eine Nachfrage der Schauspielerin Helen Hunt, die ihn nach einer Figur fragte, die sie spielen könnte.
Neben seinen Kriminalromanen schrieb Parker unter anderem mehrere Western, darunter Appaloosa, der 2008 verfilmt wurde.
Parker erlag im Alter von 77 Jahren in seinem Haus in Cambridge einem Herzanfall. Er starb an seinem Schreibtisch sitzend, während er gerade an einem neuen „Spenser“-Roman schrieb (Silent Night), der von seiner langjährigen Agentin Helen Brann vervollständigt und im November 2013 posthum veröffentlicht wurde.
Im April 2011 vereinbarte der Parker Estate – seine Witwe Joan (1932–2013) und die Söhne Dan und David – mit Parkers Verlag die Fortsetzung seiner Buchserien. Die Romanserie Jesse Stone wurde von Parkers langjährigem Freund und Mitarbeiter Michael Brandman fortgeführt, später von Reed Farrel Coleman, während der Journalist und Autor Ace Atkins neue Romane der Serie Spenser schreibt. Robert Knott führt die Virgil-Cole-Reihe fort.

## Auszeichnungen
- 1977 Edgar Allan Poe Award – Best Novel für Promised Land (dt. Leichte Beute für Profis. Ullstein, Frankfurt am Main 1977. Später auch unter dem Titel Auf eigene Rechnung bei Rowohlt, Reinbek 1998, erschienen)
- 1983 Maltese Falcon Award für Early Autumn (dt. Finale im Herbst. Ullstein, Frankfurt am Main 1982)
- 1995 Shamus Award – THE EYE-Lifetime Achievement Award, der höchsten Auszeichnung der Private Eye Writers of America (PWA), gemeinsam mit John Lutz
- 2007 Gumshoe Award – Lifetime Achievement des amerikanischen Internetmagazin Mystery Ink in Anerkennung seines literarischen Lebenswerkes
- 2011 Archie Goodwin Award der Nero Wolfe Society (The Wolfe Pack) postum in Anerkennung seines literarischen Lebenswerkes

## Spenser
Parkers Held Spenser ist ein ehemaliger Schwergewichts-Profiboxer und kann auch auf eine kurze Polizeikarriere zurückblicken. Seit dem Ausscheiden aus dem Polizeidienst schlägt er sich als Privatdetektiv in Parkers Heimatstadt Boston durch. Wie seine literarischen Vorgänger Philip Marlowe, Sam Spade und Lew Archer ist Spenser ein Einzelkämpfer, der sich, zur Not auch mit großer Härte, durchzusetzen vermag. Spenser ist – wie er von Parker geschildert wird – tatsächlich unabhängig. Seine Autonomie bildet neben den Beziehungen zu dem Auftragsmörder Hawk, der ihm von Zeit zu Zeit hilft, und zu seiner großen Liebe Susan Silverman das literarische Grundmotiv der Serie. Spensers sanftere Seiten sind seine Vorliebe fürs Kochen und für Schöne Literatur.
Die Schilderung der Beziehungen zwischen Spenser, Hawk und Silverman ist Parkers Hauptanliegen. Abseits von moralischer Floskelhaftigkeit ist der "Shooter" (Auftragsmörder, Söldner, Profi-Schläger, Forderungen-Eintreiber) Hawk Spensers wahrhaft bester Freund. Die absolute, bedingungslose Freundschaft zwischen den beiden Männern bildet ein zentrales Motiv der Serie. Über Susan Silverman, die Spenser im zweiten Buch der Serie kennen- und lieben lernt, führte Parker schon bald Motive aus Psychoanalyse und Psychotherapie in die Serie ein. Spenser ist trotz aller Ernsthaftigkeit humorvoll, schlagfertig, manchmal fatalistisch und nie langweilig.
Zwischen 1985 und 1988 entstand die recht erfolgreiche Fernsehserie Spenser (Originaltitel: „Spenser – For Hire“) mit Robert Urich in der Rolle des Privatdetektivs. Der 2002 verstorbene Schauspieler verkörperte Spenser außerdem ab 1993 in vier weiteren Fernsehfilmen in den 1990er Jahren. Als Ableger entstand 1989 die Fernsehserie Hawk (Originaltitel A Man Called Hawk), in der Avery Brooks den Titelhelden verkörperte. Parker schrieb für diese Serie die Drehbücher zu allen 13 Episoden.
1999 übernahmen Joe Mantegna als Spenser und Ernie Hudson als Hawk für drei Filme die Ermittlungen. 2020 schlüpfte Mark Wahlberg für Spenser Confidential in die Titelrolle. Hawk wurde von Winston Duke dargestellt.

## Parker und Chandler
Robert Parker war nicht nur was das Genre betrifft ein Nachfolger von Raymond Chandler, er setzte dessen Werk auch „offiziell“ (autorisiert durch Chandlers Nachlassverwalter) fort: Aus den Aufzeichnungen von Chandler über eine nicht vollendete Philip-Marlowe-Geschichte machte er 1989 den Roman Einsame Klasse (engl. Poodle Springs). Und der 1991 erschienene Roman Tote träumen nicht war eine Fortsetzung des Chandler-Klassikers Der große Schlaf (verfilmt als: Tote schlafen fest).

## Werke

### Die Spenser-Kriminalromane
| Band | Originaltitel              | Erscheinungsjahr | Deutscher Titel                                                                                     | Deutsches Erscheinungsjahr | Übersetzer                          |
| ---- | -------------------------- | ---------------- | --------------------------------------------------------------------------------------------------- | -------------------------- | ----------------------------------- |
| 01   | The Godwulf Manuscript     | 1973             | Die Schnauze voll Gerechtigkeit / Spenser und das gestohlene Manuskript / Das gestohlene Manuskript | 1976                       | Angelika Haug                       |
| 02   | God Save the Child         | 1974             | Kevins Weg ins andere Leben / Kevin Bartlett ist verschwunden                                       | 1976                       | Eike Arnold                         |
| 03   | Mortal Stakes              | 1975             | Endspiel gegen den Tod / Wetten gegen den Tod                                                       | 1976                       | Ursula Goldschmidt                  |
| 04   | Promised Land              | 1977             | Leichte Beute für Profis / Auf eigene Rechnung / Beute für Profis                                   | 1977                       | Martin Lewitt                       |
| 05   | The Judas Goat             | 1978             | Kopfpreis für neun Mörder / Neun Mörder                                                             | 1980                       | Monika Wittek                       |
| 06   | Looking for Rachel Wallace | 1980             | Bodyguard für eine Bombe / Bodyguard für Rachel Wallace                                             | 1981                       | Ute Tanner                          |
| 07   | Early Autumn               | 1981             | Finale im Herbst / Spenser und das Finale im Herbst                                                 | 1981                       | Malte Krutzsch                      |
| 08   | A Savage Place             | 1981             | Licht auf Dunkelmänner / Candy Sloan und die Dunkelmänner                                           | 1983                       | Sigrid Keller                       |
| 09   | Ceremony                   | 1982             | Einen Dollar für die Unschuld / Wo steckt April Kyle?                                               | 1983                       | Ute Tanner                          |
| 10   | The Widening Gyre          | 1983             | Spenser und der Kandidat / Spenser schützt den Kandidaten                                           | 1984                       | Klaus Kamberger                     |
| 11   | Valediction                | 1984             | Spensers Abschied / Spenser nimmt seinen Abschied                                                   | 1985                       | Klaus Kamberger                     |
| 12   | A Catskill Eagle           | 1985             | Spenser auf der Flucht                                                                              | 1986                       | Klaus Kamberger                     |
| 13   | Taming a Sea Horse         | 1986             | Wer zähmt April Kyle?                                                                               | 1987                       | Klaus Kamberger                     |
| 14   | Pale Kings and Princes     | 1987             | Bleiche Schatten im Schnee                                                                          | 1988                       | Klaus Kamberger                     |
| 15   | Crimson Joy                | 1988             | Tödliches Rot                                                                                       | 1988                       | Klaus Kamberger                     |
| 16   | Playmates                  | 1989             | Spießgesellen                                                                                       | 1988                       | Hans. M. Herzog                     |
| 17   | Stardust                   | 1990             | Starallüren                                                                                         | 1991                       | Götz Pommer                         |
| 18   | Pastime                    | 1991             | Keine Schonzeit für Spenser                                                                         | 1992                       | Hans H. Harbort                     |
| 19   | Double Deuce               | 1992             | Heißes Pflaster                                                                                     | 1997                       | Klaus Kamberger                     |
| 20   | Paper Doll                 | 1993             | Schmusepuppe                                                                                        | 1996                       | Michael Nagula                      |
| 21   | Walking Shadow             | 1994             | Die unsichtbaren Killer                                                                             | 1995                       | Jürgen Bürger                       |
| 22   | Thin Air                   | 1995             | Brutale Wahrheit / Spenser und die brutale Wahrheit                                                 | 1996                       | Alan Posener                        |
| 23   | Chance                     | 1996             | Letzte Chance in Las Vegas                                                                          | 1997                       | Heidi Zerning                       |
| 24   | Small Vices                | 1997             | Der graue Mann / Spenser und der graue Mann                                                         | 1998                       | Heidi Zerning                       |
| 25   | Sudden Mischief            | 1998             | Schmutzige Affären / Spenser und die schmutzigen Affären                                            | 1999                       | Robert Brack                        |
| 26   | Hush Money                 | 1999             | Der Preis des Schweigens / Spenser und der Preis des Schweigens                                     | 2000                       | Robert Brack                        |
| 27   | Hugger Mugger              | 2000             | |                            |                                     |
| 28   | Potshot                    | 2001             | |                            |                                     |
| 29   | Widow’s Walk               | 2002             | Die blonde Witwe                                                                                    | 2008                       | Emanuel Bergmann und Tanja Mushenko |
| 30   | Back Story                 | 2003             | Alte Wunden                                                                                         | 2010                       | Emanuel Bergmann                    |
| 31   | Bad Business               | 2004             | Miese Geschäfte                                                                                     | 2013                       | Marcel Keller                       |
| 32   | Cold Service               | 2005             | Drei Kugeln für Hawk                                                                                | 2015                       | Emanuel Bergmann                    |
| 33   | School Days                | 2006             | Der stille Schüler                                                                                  | 2008                       | Frank Böhmert                       |
| 34   | Hundred-Dollar Baby        | 2006             | Hundert Dollar Baby                                                                                 | 2009                       | Emanuel Bergmann                    |
| 35   | Now and Then               | 2007             | Der gute Terrorist                                                                                  | 2008                       | Frank Böhmert                       |
| 36   | Rough Weather              | 2008             | Raues Wetter                                                                                        | 2018                       | Marcel Keller                       |
| 37   | The Professional           | 2009             | Bitteres Ende                                                                                       | 2012                       | Emanuel Bergmann                    |
| 38   | Painted Ladies             | 2010             | Trügerisches Bild                                                                                   | 2011                       | Frank Böhmert                       |
| 39   | Sixkill                    | 2011             | Spenser und der Cree-Indianer                                                                       | 2017                       | Marcel Keller                       |
| 40   | Silent Night               | 2013             | |                            |                                     |

Die Bände 39 und 40 wurden posthum veröffentlicht, wobei Helen Brann letzteren vervollständigte.

### Die Jesse-Stone-Romane
- Night Passage. 1997. (Das dunkle Paradies. dt. von Robert Brack. Rowohlt, Reinbek 1998, ISBN 3-499-43318-4)
- Trouble in Paradise. 1998. (Terror auf Stiles Island. dt. von Bernd Gockel. Pendragon, Bielefeld 2013, ISBN 978-3-86532-356-9)
- Death In Paradise. 2001. (Die Tote in Paradise. dt. von Bernd Gockel. Pendragon, Bielefeld 2014, ISBN 978-3-86532-369-9)
- Stone Cold. 2003. (Eiskalt. dt. von Bernd Gockel. Pendragon, Bielefeld 2014, ISBN 978-3-86532-391-0)
- Sea Change. 2006 (Tod im Hafen. dt. von Bernd Gockel. Pendragon, Bielefeld 2014, ISBN 978-3-86532-416-0)
- High Profile. 2007. (Mord im Showbiz. dt. von Bernd Gockel. Pendragon, Bielefeld 2015, ISBN 978-3-86532-447-4)
- Stranger In Paradise. 2008. (Der Killer kehrt zurück. dt. von Bernd Gockel. Pendragon, Bielefeld 2015, ISBN 978-3-86532-448-1)
- Night and Day. 2009. (Verfolgt in Paradise. dt. von Bernd Gockel. Pendragon, Bielefeld 2016, ISBN 978-3-86532-525-9)
- Split Image. 2010. (Doppeltes Spiel. dt. von Bernd Gockel. Pendragon, Bielefeld 2016, ISBN 978-3-86532-549-5)

### Die Sunny-Randall-Romane
- Family Honor. 1999. (Ehrensache. dt. von Tatjana Kruse. Ullstein, München 2003, ISBN 3-548-25312-1)
- Perish Twice. 2000. (Doppelter Verrat. dt. von Tatjana Kruse. Ullstein, München 2003, ISBN 3-548-25550-7)
- Shrink Rap. 2002. (Schutzlos. dt. von Tatjana Kruse. Ullstein, München 2003, ISBN 3-548-25807-7)
- Melancholy Baby. 2004.
- Blue Screen. 2006.
- Spare Change. 2007.

### Die Philip-Marlowe-Romane
- Poodle Springs. 1989. (Einsame Klasse. dt. von Sven Böttcher. Knaus, München 1990, ISBN 3-8135-2297-0)
- Perchance to Dream. 1991. (Tote träumen nicht. (autorisierte Fortsetzung von Raymond Chandlers Der grosse Schlaf), dt. von Wulf Bergner. Knaus, München 1991, ISBN 3-8135-1144-8)

### Die Virgil-Cole-und-Everett-Hitch-Romane
- Appaloosa. 2005. (Appaloosa. dt. von Emanuel Bergmann. Europa, Zürich 2012, ISBN 978-3-905811-60-5)
- Resolution. 2008. (Resolution. dt. von Emanuel Bergmann. Europa, Zürich 2013, ISBN 978-3-905811-74-2)
- Brimstone. 2009. (Brimstone. dt. von Emanuel Bergmann. Europa, Zürich 2015, ISBN 978-3-906272-29-0)
- Blue-Eyed Devil. 2010.

### Andere Romane
- Wilderness. 1979. (Wildnis. dt. von Ute Tanner. Ullstein, Frankfurt am Main / Berlin / Wien 1984, ISBN 3-548-10275-1)
- Love and Glory. 1980. (Eine Art Verlangen. dt. von Klaus Kamberger. Goldmann, München 1995 1980, ISBN 3-442-41423-7)
- All Our Yesterdays. 1994.
- Gunman’s Rhapsody. 2001.
- Double Play. 2004.
- Edenville Owls. 2007. (Jugendroman über eine Basketballmannschaft)
- The Boxer and the Spy. 2008.
- Chasing the Bear. A Young Spenser Novel. 2009.

### Sachbücher
- mit John R. Marsh: Sports Illustrated Training with Weights. 1974.
- mit Joan H. Parker: Three Weeks in Spring. 1982.
- mit Joan H. Parker: A Year At The Races. 1990.